# Crinipellis sarmentosa
Crinipellis sarmentosa là một loài nấm trong họ Marasmiaceae.